# Murray Rose
Murray Rose (n. 6 ianuarie 1939, Birmingham, Anglia, Regatul Unit – d. 15 aprilie 2012, Sydney, Noul Wales de Sud, Australia) a fost un înotător ce a reprezentat Australia, medaliat olimpic. A participat la 2 ediții ale Jocurilor Olimpice (1956, 1960) în care a câștigat 6 medalii de aur, o medalie de argint și o medalie de bronz.